# Tshepo Maikano
Tshepo Maikano (ur. 11 lipca 1988 w Gaborone) – botswański piłkarz grający na pozycji prawego obrońcy. Od 2015 jest zawodnikiem klubu Gaborone United.

## Kariera klubowa
Swoją karierę Maikano rozpoczął w klubie BMC Lobatse. W sezonie 2011/2012 zadebiutował w jego barwach w pierwszej lidze botswańskiej. W debiutanckim sezonie wywalczył z nim wicemistrzostwo Botswany. W sezonie 2014/2015 grał w Extension Gunners FC, a w 2015 przeszedł do Gaborone United. W sezonie 2021/2022 wywalczył z nim mistrzostwo, a w sezonie 2022/2023 wicemistrzostwo Botswany.

## Kariera reprezentacyjna
W reprezentacji Botswany Maikano zadebiutował 15 sierpnia 2012 w zremisowanym 3:3 towarzyskim meczu Tanzanią.